# Дэниелс, Энтони
Э́нтони Дэ́ниелс (англ. Anthony Daniels; род. 21 февраля 1946, Солсбери, Уилтшир, Англия, Великобритания) — британский актёр, наиболее известный по роли C-3PO во франшизе «Звёздные войны». Он единственный актёр, который участвовал/появлялся во всех театральных фильмах франшизы, во всех канонических анимационных телешоу, а также во многих их спин-оффах, включая видеоигры, радиосерию и т.д.

## Биография
Энтони Дэниелс родился в Солсбери, графство Уилтшир, в семье руководителя компании по производству пластмасс. Получил образование в школе Гиглсвика и изучал право в течение двух лет в университете, затем бросил участвовать в любительской драматургии и посещать колледж Роуз Бруфорд. После окончания школы в 1974 году Дэниелс работал на радио BBC и в Национальном театре Великобритании в Молодом Вике. Во время работы в театре его пригласили встретиться с режиссёром Джорджем Лукасом, который участвовал в кастинге «Звездных Войн». Дэниелс сначала отказался от интервью, но его агент уговорил его встретиться с Лукасом.
Дэниелс говорил, что до его роли в «Звёздных войнах» единственным научно-фантастическим фильмом, который он когда-либо видел в кинотеатре, была «Космическая одиссея 2001 года», снятая в 1968 году; он был настолько недоволен фильмом, что вышел через 10 минут и потребовал вернуть свои деньги. Однако в интервью 2011 года он сказал, что смотрел его дольше 10 минут и с тех пор смотрел его полностью, причём, теперь рассматривал его как шедевр. В том же интервью он сказал, что ему нравятся постапокалиптические фильмы, такие как «Безумный Макс».
Был членом Радио-драматической компании BBC. Свободно говорит по-французски.

## Фильмография

### Полнометражные фильмы
| Актёр | Актёр                                                   | Актёр                 | Актёр                |
| Год   | Фильм                                                   | Роль                  | Примечания           |
| ----- | ------------------------------------------------------- | --------------------- | -------------------- |
| 1977  | Звёздные войны. Эпизод IV: Новая надежда                | C-3PO / CZ-3          | Также был в массовке |
| 1978  | Мёртвый Брюгге                                          | Пьеро                 |                      |
| 1980  | Звёздные войны. Эпизод V: Империя наносит ответный удар | С-3PO                 | Также был в массовке |
| 1983  | Звёздные войны. Эпизод VI: Возвращение джедая           | С-3PO                 | Также был в массовке |
| 1990  | Я купил мотоцикл-вампир                                 | Священник             |                      |
| 2002  | Звёздные войны. Эпизод II: Атака клонов                 | С-3PO / Дэнли Фейтони | Также был в массовке |
| 2005  | Звёздные войны. Эпизод III: Месть ситхов                | С-3PO / Дэнли Фейтони | Также был в массовке |
| 2006  | Заклятье                                                | Камео                 |                      |
| 2015  | Звёздные войны: Пробуждение силы                        | С-3PO                 |                      |
| 2016  | Изгой-один. Звёздные войны: Истории                     | С-3PO                 |                      |
| 2017  | Звёздные войны: Последние джедаи                        | С-3PO                 |                      |
| 2018  | Хан Соло. Звёздные войны: Истории                       | Тэк                   |                      |
| 2019  | Звёздные войны: Скайуокер. Восход                       | С-3PO                 |                      |

| Актёр озвучивания | Актёр озвучивания                        | Актёр озвучивания | Актёр озвучивания    |
| Год               | Фильм                                    | Роль              | Примечания           |
| ----------------- | ---------------------------------------- | ----------------- | -------------------- |
| 1978              | Властелин колец                          | Леголас           | Анимационный         |
| 1999              | Звёздные войны. Эпизод I: Скрытая угроза | С-3PO             | Также был в массовке |
| 2008              | Звёздные войны: Войны клонов             | С-3PO             | Анимационные         |
| 2014              | Лего. Фильм                              | С-3PO             | Анимационные         |
| 2018              | Ральф против интернета                   | С-3PO             | Анимационные         |

| Ведущий | Ведущий                        | Ведущий        |
| Год     | Фильм                          | Примечания     |
| ------- | ------------------------------ | -------------- |
| 2005    | Звёздные войны: Герои и злодеи | Документальный |

### Короткометражные фильмы
| Актёр | Актёр                              | Актёр | Актёр                |
| Год   | Фильм                              | Роль  | Примечания           |
| ----- | ---------------------------------- | ----- | -------------------- |
| 1982  | Возвращение эвока                  | С-3PO | Псевдодокументальный |
| 1996  | Специальные эффекты: Всё получится | С-3PO | Документальный       |
| 2012  | Косплейщицы                        | Камео |                      |

| Актёр озвучивания | Актёр озвучивания                       | Актёр озвучивания | Актёр озвучивания |
| Год               | Фильм                                   | Роль              | Примечания        |
| ----------------- | --------------------------------------- | ----------------- | ----------------- |
| 1987              | Звёздные туры                           | С-3PO             | Аттракционы       |
| 2011              | Звёздные туры: Приключения продолжаются | С-3PO             | Аттракционы       |

### Телевидение и интернет
| Актёр   | Актёр                                  | Актёр                     | Актёр                                           |
| Год(ы)  | Название                               | Роль                      | Примечания                                      |
| ------- | -------------------------------------- | ------------------------- | ----------------------------------------------- |
| 1976    | Важная игра                            | Гленденнинг               | Сериал, 1 эпизод                                |
| 1977    | Донни и Мари                           | С-3PO                     | Телешоу, 1 эпизод                               |
| 1978    | Жизнь в отставке                       | Ульрих Вэссел             | Сериал, 1 эпизод                                |
| 1978    | 50-я церемония вручения наград «Оскар» | С-3PO                     | Церемония награждения                           |
| 1978    | Звёздные войны: Праздничный спецвыпуск | С-3PO                     | Телефильм                                       |
| 1979    | Сказки каждый год                      | Джон                      | Сериал, 1 эпизод                                |
| 1980    | Маппет-шоу                             | С-3PO                     | Телешоу, 1 эпизод                               |
| 1980    | Улица Сезам                            | С-3PO                     | Телешоу, 4 эпизода                              |
| 1984    | Дневник Эдвардской леди                | Кеннет                    | Сериал, 7 эпизодов                              |
| 1984    | Дональд Дак, с 50-летием!              | С-3PO                     | Телефильм                                       |
| 1985    | Близнецы Эдисон                        | Майлз Джонс               | Сериалы, по 1 эпизоду                           |
| 1987    | Три на два вниз                        | Руперт Фэйрфекс           | Сериалы, по 1 эпизоду                           |
| 1988-89 | Цена сделки                            | Джулиан                   | Сериал, 3 эпизода                               |
| 1989    | Синглы                                 | Джереми                   | Сериалы, по 1 эпизоду                           |
| 1989    | Драмарама                              | Мистер Кейн               | Сериалы, по 1 эпизоду                           |
| 1990    | Мир Эдди Уэрри                         | Брюс                      | Телефильм                                       |
| 1992    | Чисто английское убийство              | Ричард Ли Уорд            | Сериал, 1 эпизод                                |
| 1995    | Главный подозреваемый                  | Патологоанатом            | Сериал, 2 эпизода                               |
| 1995    | Хроники молодого Индианы Джонса        | Франсуа                   | Сериалы, по 1 эпизоду                           |
| 1995    | Замечательная пятёрка                  | Профессор Добсон          | Сериалы, по 1 эпизоду                           |
| 2000    | Рэндал и Хопкирк (Умершие)             | Уолтон                    | Сериалы, по 1 эпизоду                           |
| 2001    | Городская готика                       | Мистер Тайдман            | Сериалы, по 1 эпизоду                           |
| 2001    | R2D2: Под куполом                      | Камео                     | Короткометражный псевдодокументальный телефильм |
| 2004    | Холби Сити                             | Полковник Дональд Хамфрис | Сериалы, по 1 эпизоду                           |
| 2006    | Врачи                                  | Джастин Уоттс             | Сериалы, по 1 эпизоду                           |
| 2016    | 88-я церемония вручения наград «Оскар» | С-3PO                     | Церемония награждения                           |
| 2022    | Оби-Ван Кеноби                         | С-3PO                     | Сериал                                          |
| 2023    | Асока                                  | С-3PO                     | Сериал, 1 эпизод                                |
| TBA     | Звёздные войны: Преступный мир         | С-3PO                     | Сериал                                          |

| Актёр озвучивания | Актёр озвучивания                         | Актёр озвучивания | Актёр озвучивания                          |
| Год(ы)            | Название                                  | Роль              | Примечания                                 |
| ----------------- | ----------------------------------------- | ----------------- | ------------------------------------------ |
| 1985-86           | Звёздные войны: Дроиды                    | С-3PO             | Мультсериал, 14 эпизодов                   |
| 1990              | Диснейленд                                | С-3PO             | Сериал, 1 эпизод                           |
| 2003              | Призраки Альбиона: Наследие               | Лорд Нельсон      | Анимационные веб-фильмы                    |
| 2004              | Призраки Альбиона: Неугасшие чувства      | Лорд Нельсон      | Анимационные веб-фильмы                    |
| 2004-05           | Звёздные войны: Войны клонов              | С-3PO             | Мультсериал, 4 эпизода                     |
| 2008              | Помогите! Я не больше, чем ошибка         | MAL               | Телефильм                                  |
| 2008-11           | Звёздные войны: Войны клонов              | С-3PO             | Мультсериал, 11 эпизодов                   |
| 2010              | Робоцып                                   | С-3PO             | Мультсериал, 1 эпизод                      |
| 2011              | Lego Звездные войны: Падаванская угроза   | С-3PO             | Короткометражные телевизионные мультфильмы |
| 2012              | Lego Звёздные войны: Империя наносит удар | С-3PO             | Короткометражные телевизионные мультфильмы |
| 2013-14           | Lego Звёздные войны: Хроники Йоды         | С-3PO             | Мультсериал, 7 эпизодов                    |
| 2014              | Звёздные войны: Повстанцы                 | С-3PO             | Мультсериал, 1 эпизод                      |
| 2014              | Звёздные войны: Повстанцы. Расшифровка    | С-3PO             | Анимационный веб-сериал, 2 эпизода         |
| 2015              | Lego Звёздные войны: Истории дроидов      | С-3PO             | Мультсериал, 5 эпизодов                    |
| 2017              | Звёздные войны: Силы Судьбы               | С-3PO             | Мультсериал, 1 эпизод                      |
| TBA               | Звёздные войны: Обход                     | С-3PO             | Мультсериал                                |

| Ведущий | Ведущий                          | Ведущий         | Ведущий                                                              |
| Год(ы)  | Название                         | Роль            | Примечания                                                           |
| ------- | -------------------------------- | --------------- | -------------------------------------------------------------------- |
| 1977    | Создание «Звёздных войн»         | С-3PO           | Документальный телефильм                                             |
| 1981    | Разноцветный магазин прокачки    | Ведущий         | Телешоу, 1 эпизод                                                    |
| 2002    | Звёздные войны: Соединение       | С-3PO           | Серия роликов; в 2004 году перемонтирована в «Историю Звёздных войн» |
| 2005    | Наука «Звёздных войн»            | С-3PO           | Документальный мини-сериал, 3 эпизода                                |
| 2005    | Создание существ «Звёздных войн» | Текст за кадром | Документальный телефильм                                             |
| 2012-13 | Дни дирижаблей                   | Текст за кадром | Мини-сериал, 5 эпизодов; также исполнительный продюсер               |

### Видеоигры
| Актёр озвучивания | Актёр озвучивания                                      | Актёр озвучивания | Актёр озвучивания |
| Год               | Название                                               | Роль              | Примечания        |
| ----------------- | ------------------------------------------------------ | ----------------- | ----------------- |
| 1997              | Monopoly Star Wars                                     | С-3PO             | Также сценарист   |
| 1999              | Star Wars: Pit Droids                                  | С-3PO             |                   |
| 2008              | Star Wars: The Clone Wars — Jedi Alliance              | С-3PO             |                   |
| 2008              | Star Wars: The Clone Wars — Lightsaber Duels           | С-3PO             |                   |
| 2009              | Star Wars: The Force Unleashed — Ultimate Sith Edition | С-3PO             |                   |
| 2011              | Star Wars: The Old Republic                            | PO-12             | Предположительно  |
| 2015              | Disney Infinity 3.0                                    | С-3PO             |                   |
| 2015              | Star Wars: Battlefront                                 | С-3PO             |                   |
| 2016              | Lego Star Wars: The Force Awakens                      | С-3PO             |                   |

### Рекламные ролики
| Актёр | Актёр               | Актёр | Актёр              |
| Год   | Название            | Роль  | Примечания         |
| ----- | ------------------- | ----- | ------------------ |
| 1980  | Star Wars Underoos  | С-3PO | Реклама игрушек    |
| 2016  | The Cat of Bubastes | Камео | Реклама аудиокниги |